# Ocotea amazonica
Ocotea amazonica är en lagerväxtart som först beskrevs av Carl Daniel Friedrich Meisner, och fick sitt nu gällande namn av Carl Christian Mez. Ocotea amazonica ingår i släktet Ocotea och familjen lagerväxter. Inga underarter finns listade i Catalogue of Life.